# 故宫鼓浪屿外国文物馆

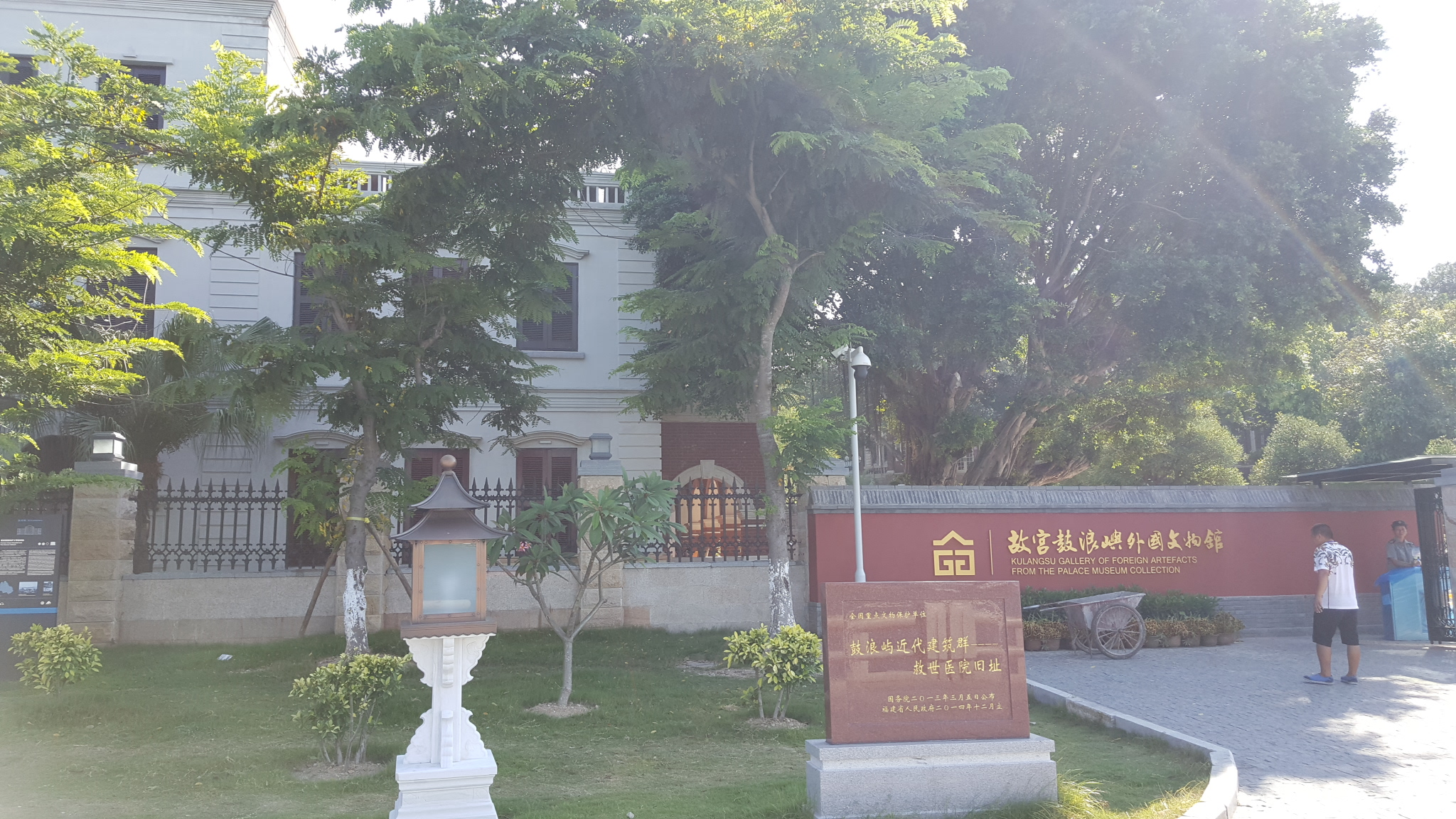
故宫鼓浪屿外国文物馆外景

故宫鼓浪屿外国文物馆，位于福建省厦门市思明区鼓浪屿鼓新路70-80号，是故宫博物院的分馆，主要展出故宫博物院收藏的外国文物。

## 历史
故宫鼓浪屿外国文物馆是主要展示故宫博物院馆藏外国文物的中型博物馆。该馆选址在鼓浪屿“救世医院及护士学校旧址”（属于第六批全国重点文物保护单位“鼓浪屿近代建筑群”），占地面积11000平方米，建筑面积5180平方米。故宫鼓浪屿外国文物馆以展出外国书画、陶瓷、漆器、钟表、科技仪器等文物为特色，展览主要分为六大部分：文物来源、科技典范、万国瓷风、生活韵致、典雅陈设、异国情调。鼓浪屿故宫外国文物馆内的展出的文物将定期更换，例如织物类文物计划每3个月更新一次，文物均从北京故宫博物院运至故宫鼓浪屿外国文物馆展出。
- 2014年11月24日，厦门市与故宫博物院关于共同筹建故宫鼓浪屿外国文物馆合作框架协议签约仪式在厦门举行。故宫博物院院长单霁翔和厦门市市长刘可清代表双方签署协议。
- 2015年11月25日，国家文物局发出《关于鼓浪屿近代建筑群——救世医院旧址范围内拟开展建设事宜的批复》（文物保函〔2015〕3617号），原则同意福建省文物局提交的《关于鼓浪屿近代建筑群——救世医院旧址范围内拟开展建设事宜的请示》（闽文物字〔2015〕529号），并指示修改和完善该方案[3]。
- 2017年5月13日故宫鼓浪屿外国文物馆正式开馆。故宫博物院任万平副院长兼任首任馆长。展馆设计参观容量最大为2800人/日。首批展出的有袁世凯为光绪帝进呈的美国产头痛药膏、正面嵌钟表的八音盒等219件清宫旧藏外国文物[1][2]。

## 建筑
故宫鼓浪屿外国文物馆的馆址为救世医院旧址。1898年（清朝光绪二十四年），救世医院总院从小溪迁至鼓浪屿的河仔下。郁约翰任救世医院院长，兼管厦门保赤医院。郁约翰是生于荷兰的美国人，是医学博士兼牧师，于1888年1月13日奉美国归正会的派遣来到鼓浪屿。郁约翰任救世医院院长后，对病人无论地位和贫富都一视同仁。郁约翰还熟练掌握了闽南语，连临终遗言都是用闽南语陈述。

## 参观服务

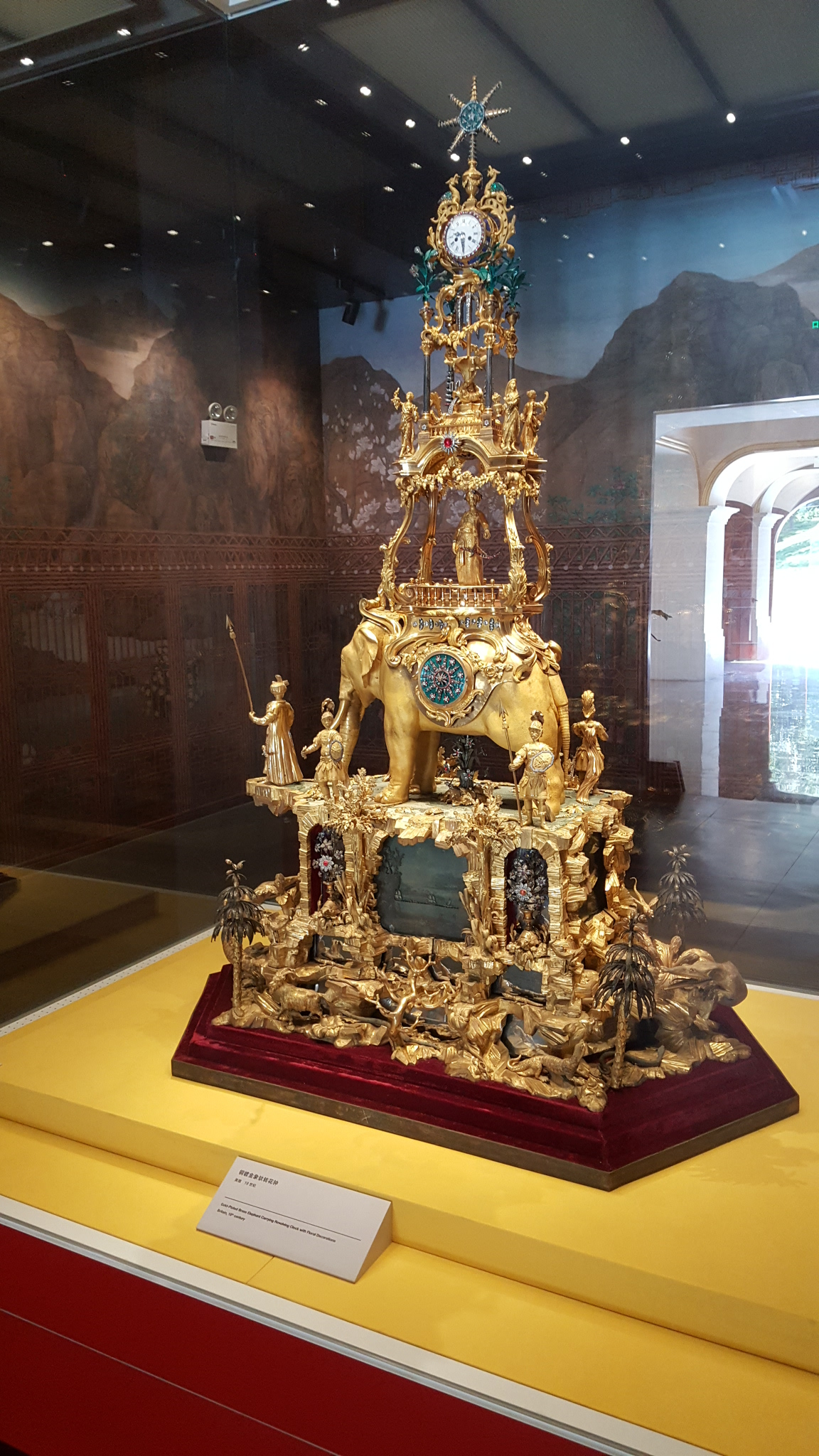
馆藏文物：铜镀金象驮转花钟，18世纪英国造

- 开馆时间：周二至周日9：00-17：00（16：00停止入馆），周一闭馆。
- 门票价格：50元。老人、儿童、厦门市民有优惠。
- 馆内一楼可免费租借讲解器。
- 免费讲解员导览讲解时间：9：30、10：30、11：30、13：30、14：30、15：30。
- 馆内三楼有故宫文创商品商店。